# MP3 - Música Popular do 3° Mundo
MP3 - Música Popular do 3° Mundo é o primeiro álbum solo do rapper Rael da Rima. O álbum conta com participações do MC e cantor haitiano Vox Sambou (na faixa “Eles não tão nem aí (remix)”) e o grupo canadense de reggae Inword (na faixa “Fui”).

## Banda
A banda conta com os seguintes integrantes: 
- Bruno Dupre - Guitarra solo
- Xandola - Guitarra base
- Bruno Baby - teclado
- Cauê Vieira - Sax
- Muka Batera - bateria
- Rato Bass - Baixo
- DJ Will - Toca-discos

## Faixas
1. MP3
2. Prepare Seu Coração
3. Vejo Depois
4. Eles Não Tão Nem Aí
5. Compromisso
6. Trabalhador (Part. Paulo M. Sário)
7. Mó Fya
8. Deixa Eu Consertar
9. Tinha Que Parar
10. Mania De Beber
11. Grande Sonho
12. Fui (Part. Vox Sambou)
13. Eles Não Tão Nem Aí (Remix) (Part. Vox Sambou)
14. Tradub